# لوكاس فينترا
لوكاس فينترا (باليونانية: Λουκάς Βύντρα)‏ ، من مواليد 2 مايو 1981 في ألبريتشيتيس في التشيك ، لاعب كرة قدم يوناني.
يلعب مع نادي باناثينايكوس منذ عام 2004.
بدأ باللعب مع منتخب اليونان لكرة القدم في عام 2005.

## روابط خارجية
- لوكاس فينترا على موقع الاتحاد الدولي (مؤرشف)  (الإنجليزية)
- لوكاس فينترا على موقع الاتحاد الأوربي (الإنجليزية)
- لوكاس فينترا على موقع إي إس بي إن إف سي (الإنجليزية)
- لوكاس فينترا على موقع قاعدة بيانات كرة القدم.إي يو (الإنجليزية)
- لوكاس فينترا على موقع ناشيونال فوتبول تيمز (الإنجليزية)
- لوكاس فينترا على موقع Soccerway.com (الإنجليزية)
- لوكاس فينترا على موقع عالم كرة القدم.نت (الإنجليزية)
- لوكاس فينترا على موقع كووورة
- لوكاس فينترا على موقع أوليمبيديا (الإنجليزية)
- لوكاس فينترا على موقع AS.com (الإسبانية)